# 34159 Ryanthorpe
34159 Ryanthorpe è un asteroide della fascia principale. Scoperto nel 2000, presenta un'orbita caratterizzata da un semiasse maggiore pari a 2,7238881 au e da un'eccentricità di 0,0966390, inclinata di 5,38086° rispetto all'eclittica.